# Президентські вибори в Бразилії 1918
Президентські вибори в Бразилії 1918 року відбулись 1 березня 1918 року. Перемогу на них здобув кандидат від Республіканської партії штату Сан-Паулу Франсіску ді Паула Родрігес Алвес, який отримав 99,1 % голосів. Однак ще до інавгурації Алвес захворів на іспанський грип та помер 16 січня 1919, у зв'язку з чим на посаду президента вступив віце-президент Делфін Морейра, й було призначено позачергові вибори, що відбулись 13 квітня 1919 року.

## Результати
| Кандидат                  | Партія                                      | Голоси  | %    |
| ------------------------- | ------------------------------------------- | ------- | ---- |
| Родрігес Алвес            | Республіканська партія штату Сан-Паулу      | 386 467 | 99,1 |
| Нілу Песанья              | Республіканська партія штату Ріо-де-Жанейро | 1 258   | 0,3  |
| Руй Барбоза               | Незалежний                                  | 1 014   | 0,2  |
| Інші кандидати            | Інші кандидати                              | 1 394   | 0,4  |
| Пошкоджені/пусті бюлетені | Пошкоджені/пусті бюлетені                   |         | -    |
| Разом                     | Разом                                       | 390 131 | 100  |